# Zygogramma malvae
Zygogramma malvae är en skalbaggsart som först beskrevs av Carl Stål 1859.  Zygogramma malvae ingår i släktet Zygogramma och familjen bladbaggar. Inga underarter finns listade i Catalogue of Life.